# 로레타 (프라하)

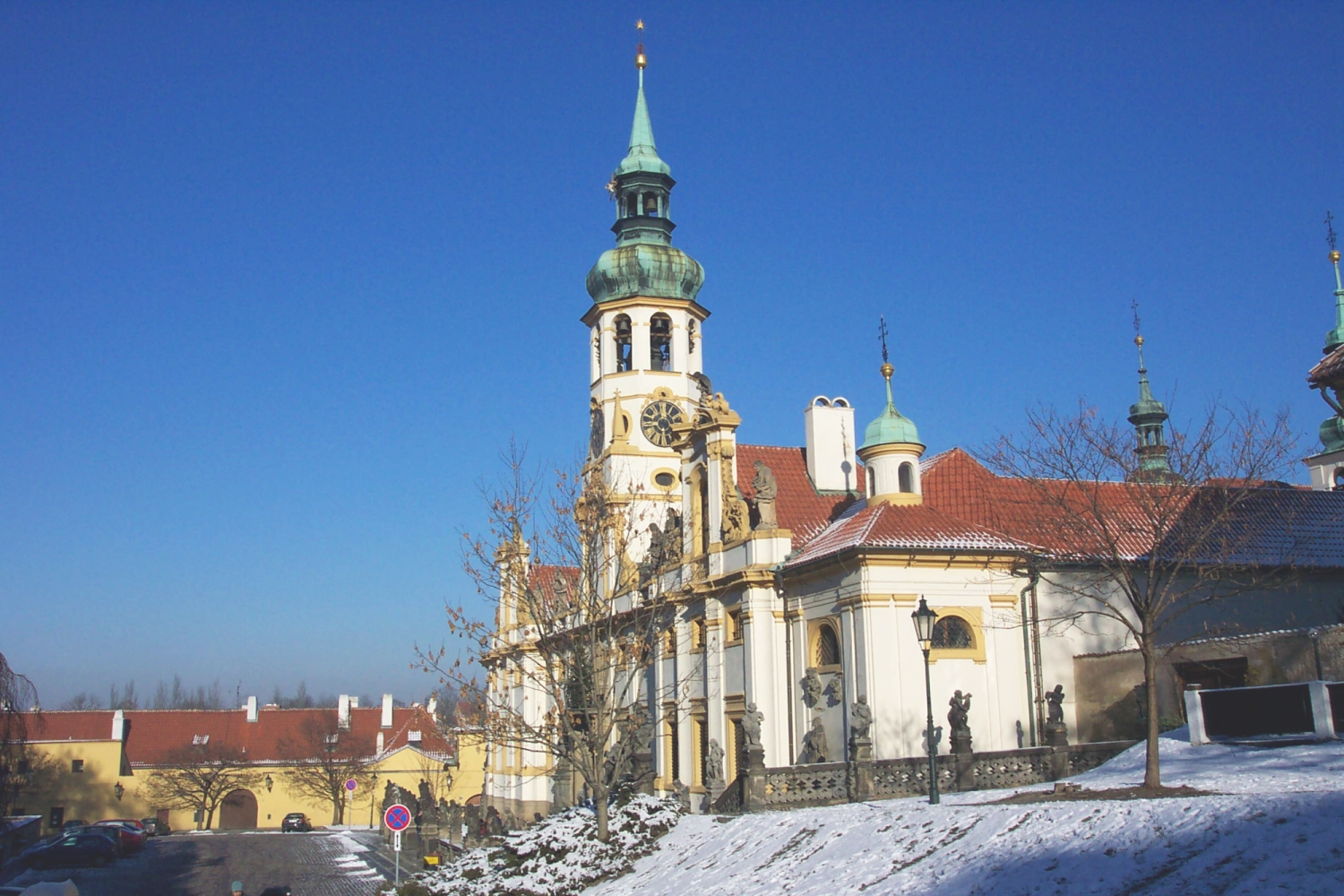
로레타

로레타(체코어: Loreta)는 체코 프라하 흐라드차니에 있는 순례지다. 주요 대표적인 정면에는 종탑이 있고, 그 뒤에는 예배당을 둘러싸고 있는 회랑과 성탄 교회가 늘어선 안뜰이 있다.